# Landkreis Rottweil
Landkreis Rottweil is een Landkreis in de Duitse deelstaat Baden-Württemberg. Op 31 december 2020 telde de Landkreis 140.166 inwoners op een oppervlakte van 769,42 km². Kreisstadt is de gelijknamige stad. Binnen de Landkreis zijn enkele bergen van de Schwäbische Alb en het Zwarte Woud te vinden.

## Steden en gemeenten

Steden
1. Dornhan
2. Oberndorf am Neckar
3. Rottweil
4. Schiltach
5. Schramberg
6. Sulz am Neckar

Overige gemeenten
1. Aichhalden
2. Bösingen
3. Deißlingen
4. Dietingen
5. Dunningen
6. Epfendorf
7. Eschbronn
8. Fluorn-Winzeln
9. Hardt
10. Lauterbach
11. Schenkenzell
12. Villingendorf
13. Vöhringen
14. Wellendingen
15. Zimmern ob Rottweil

Alb-Donau-Kreis · Baden-Baden · Biberach · Bodenseekreis · Böblingen · Breisgau-Hochschwarzwald · Calw · Emmendingen · Enzkreis · Esslingen · Freiburg im Breisgau · Freudenstadt · Göppingen · Heidelberg · Heidenheim · Heilbronn (stad) · Landkreis Heilbronn · Hohenlohe · Karlsruhe (stad) · Landkreis Karlsruhe · Konstanz · Lörrach · Ludwigsburg · Main-Tauber-Kreis  · Mannheim · Neckar-Odenwald-Kreis · Ortenaukreis · Ostalbkreis · Pforzheim · Rastatt · Ravensburg · Rems-Murr-Kreis · Reutlingen · Rhein-Neckar-Kreis · Rottweil · Schwäbisch Hall · Schwarzwald-Baar-Kreis · Sigmaringen · Stuttgart · Tübingen · Tuttlingen · Ulm · Waldshut · Zollernalbkreis
Aichhalden ·
Bösingen ·
Deißlingen ·
Dietingen ·
Dornhan ·
Dunningen ·
Epfendorf ·
Eschbronn ·
Fluorn-Winzeln ·
Hardt ·
Lauterbach ·
Oberndorf am Neckar ·
Rottweil ·
Schenkenzell ·
Schiltach ·
Schramberg ·
Sulz am Neckar ·
Villingendorf ·
Vöhringen ·
Wellendingen ·
Zimmern ob Rottweil